# 刘庄斜拉桥
39°06′19″N 117°13′36″E / 39.10522°N 117.22657°E刘庄斜拉桥是天津市跨越海河的一座桥梁，它是1991年在刘庄浮桥的位置兴建的斜拉桥，1992年建成通车，联通天津市河西区和河东区。

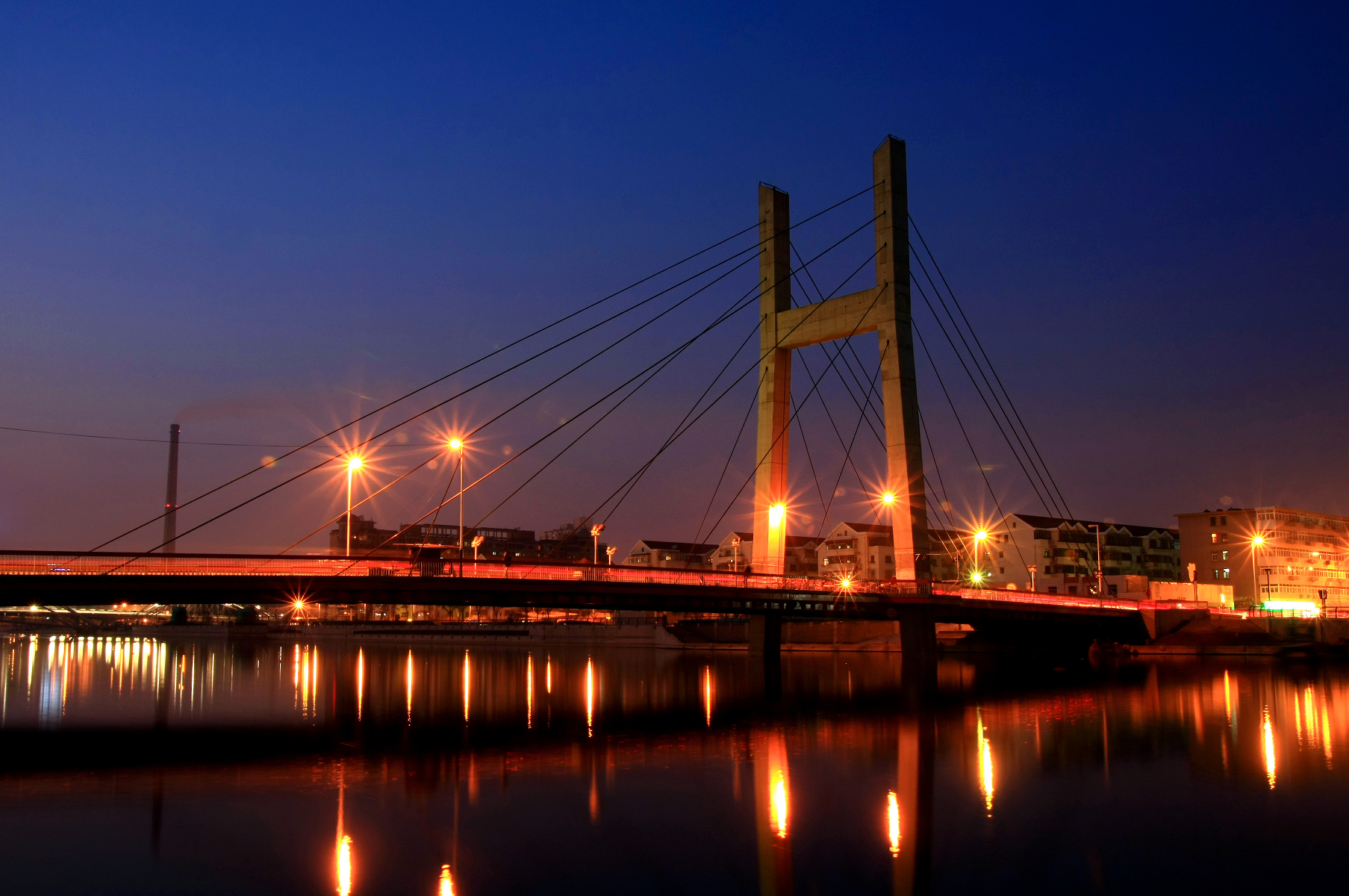
刘庄斜拉桥夜景

2015年刘庄桥接受抬升改造施工，2016年竣工后禁止机动车通行，仅作为非机动车及行人桥。